# Meerzorg
Meerzorg est un ressort du Suriname situé sur la rive Est du fleuve du même nom, juste en face de la capitale Paramaribo. Au recensement de 2012, sa population était de 12 405 habitants . Depuis 2000, il est relié à Paramaribo par le Pont Jules Wijdenbosch (en), du nom de l'ancien président Jules Wijdenbosch.